# NRS 49
NRS 49 was een stoomlocomotief van de Nederlandsche Rhijnspoorweg-Maatschappij (NRS).
De locomotief werd in 1849 gebouwd door R. Stephenson & Co. als onderdeel van de serie 58-63 voor de North Staffordshire Railway in Engeland, waarna de locomotief na enkele jaren werd verkocht aan een Nederlandse aannemer die de locomotief gebruikte bij de aanleg van de spoorlijn Utrecht - Rotterdam. In 1857 werd de locomotief door de NRS overgenomen en hoofdzakelijk gebruikt voor de goederendienst. Dit was de oudste normaalsporige stoomlocomotief welke in Nederland heeft gereden. Bij de opheffing van de NRS in 1890 werd de locomotief toebedeeld aan de Hollandsche IJzeren Spoorweg-Maatschappij (HSM), die de locomotief het nummer 300 gaf. Deze eenling werd door de HSM echter niet ingezet en vervolgens in 1895 afgevoerd.
De locomotief was aanvankelijk niet voorzien van een machinistenhuis, later is de locomotief nog wel van een dak boven de standplaats van de machinist uitgerust, vermoedelijk reeds voordat de locomotief bij de NRS in dienst kwam.
| Fabrieksnummer | In dienst | NRS nummer | HSM nummer | Uit dienst | Bijzonderheden |
| -------------- | --------- | ---------- | ---------- | ---------- | -------------- |
| 681            | 1849      | 49         | 300        | 1895       |                |